# North Logan
North Logan est une municipalité américaine située dans le comté de Cache en Utah. Lors du recensement de 2010, sa population est de 8 269 habitants.

## Géographie
Comme son nom l'indique, North Logan fait partie de la banlieue nord de la ville Logan. Elle est située à l'entrée du Green Canyon,.
La municipalité s'étend sur 6,97 milles carrés (18,05 km2).

## Histoire
Ralph Smith s'installe sur ces terres au nord de Logan en 1884. En 1890, d'autres familles s'y implantent. La localité prend alors le nom de Greenville, en raison de ses routes plantées d'arbres,. Elle doit cependant changer de nom pour éviter toute confusion le bourg de Greenville, dans le comté de Beaver. North Logan devient une municipalité en 1934 pour financer son réseau de distribution d'eau.

## Démographie
La population de North Logan est estimée à 10 646 habitants au 1er juillet 2017.
| Groupe          | North Logan (2016) | Utah (2017) | États-Unis (2017) |
| --------------- | ------------------ | ----------- | ----------------- |
| Blancs          | 92,2               | 90,9        | 76,6              |
| Asiatiques      | 3,5                | 2,6         | 5,8               |
| Métis           | 1,3                | 2,5         | 2,7               |
| Afro-Américains | 0,3                | 1,4         | 13,4              |
|                 |                    |             |                   |
| Hispaniques     | 4,6                | 7,0         | 18,1              |

Le revenu par habitant était en moyenne de 27 311 dollars par an entre 2012 et 2016, au-dessus de la moyenne de l'Utah (25 600 dollars) mais en-dessous de la moyenne nationale (29 829 dollars), malgré un revenu médian par foyer supérieur (66 150 dollars à North Logan contre 55 322 dollars aux États-Unis). Sur cette même période, 12,2 % des habitants de North Logan vivaient sous le seuil de pauvreté (contre 10,2 % dans l'État et 12,2 % à l'échelle du pays).